# Till Brönner
Till Brönner (Viersen, 1971. május 6. –) német dzsesszzenész; trombitás, énekes, zeneszerző; fotográfus.

## Pályakép
Gyermekkorában családjával öt évig Rómában élt, később klasszikus trombita oktatást kapott a bonni Aloisiuskolleg jezsuita iskolában. Ezután Kölnben dzsessztrombitálni tanult.
Bár Brönner bebopot és fúziós jazzt játszik, a modern popzene, a filmzene sem idegen tőle.
Trombitajátékát elsősorban Freddie Hubbard, Dizzy Gillespie és Chet Baker játéka befolyásolta.

## Lemezek
- Generations of Jazz (Minor Music, 1994)
- German Songs (Minor Music, 1996)
- My Secret Love (Minor Music, 1996)
- Midnight (Universal Classics & Jazz, 1997)
- Love (Verve, 1999)
- Chattin' with Chet (Verve, 2000)
- Blue Eyed Soul (Universal/Verve, 2002)
- Jazz Seen (A&M, 2002)
- That Summer (Verve, 2004)
- Oceana (EmArcy, 2006)
- The Christmas Album (Universal/Verve, 2007)
- Rio (Universal Classics & Jazz, 2009)
- At the End of the Day (Bam Bam, 2010)
- Till Bronner (Bam Bam, 2013)
- The Movie Album (Verve, 2014)
- Canyon Songs (MPS/Naxos, 2015)
- The Good Life (Sony Masterworks, 2016)[3]
- Nightfall (Sony Masterworks, 2018)
- On Vacation (Sony Music Entertainment, 2020 & Bob James)
- On Vacation (Sony Music Entertainment, 2021)

## Díjak
- Preis der Deutschen Schallplattenkritik, Generations of Jazz, 1993
- Preis der Deutschen Plattenindustrie, Generations of Jazz, 1993
- Gold Disc Award, Swing Journal, Love, 1998
- Echo Award in Jazz Production (National and International), 2007
- Grammy-díj: jelölés, Best instrumental Jazz Solo, "Seven Steps to Heaven" by Take 6, 2009
- German Movie Award nomination, Best Music Score, Höllentour